# 太田資高
太田資高（1498年—1547年8月9日），日本戰國時代的武將。父親是太田資康（有異說）。

## 生平
在明應7年（1498年）出生，家中次男。最初仕於扇谷上杉家的上杉朝興，不過因為祖父資長（道灌）被扇谷上杉家的上杉定正謀殺，所以對朝興不滿，於是連結上杉家的宿敵北條氏綱，奪去朝興的居城江戶城。此後，朝興曾兩度試圖奪回江戶城，不過失敗。在本城中的是北條家臣富永政辰，二之丸是遠山直景，自身則被配置在香月亭。在天文16年7月24日（1547年8月9日）死去。

## 外部連結
- 武家家伝＿岩槻太田氏（页面存档备份，存于）